# Famille Molo
 (juillet 2024).
Pour les articles homonymes, voir Molo.
La famille Molo sont une famille patricienne de Venise, originaire de terre ferme, où ils s'appelèrent Maggio ou  Mozo.

## Historique
Les Molo s'éteignent en 1403 par le décès d'un certain Marco, Giudice del Piovego.
Sont issus de cette famille, des tribuns antiques.